# In the Bedroom
In the Bedroom è un film drammatico del 2001 diretto da Todd Field, al suo esordio alla regia di un lungometraggio.
Interpretato da Sissy Spacek, Tom Wilkinson, Nick Stahl e Marisa Tomei, è l'adattamento cinematografico del racconto di Andre Dubus Killings (1979), ed è stato candidato a ben 5 premi Oscar, tra cui quello per il miglior film.

## Trama
Matt Fowler è un medico amante della pesca delle aragoste che vive e lavora a Camden, cittadina costiera del Maine in cui è nato e cresciuto, con la moglie Ruth, direttrice del coro locale. I due hanno un figlio, Frank, di ritorno dall'università per le vacanze estive. Frank frequenta ormai da un certo tempo una donna più grande di lui, Natalie, madre separata di due figli. Matt non dà troppo peso alla cosa, mentre Ruth è molto preoccupata dall'influenza che questa relazione ha sul ragazzo, soprattutto dopo che lui le rivela di voler abbandonare gli studi per fare il pescatore a Camden e così convivere con Natalie e i bambini.

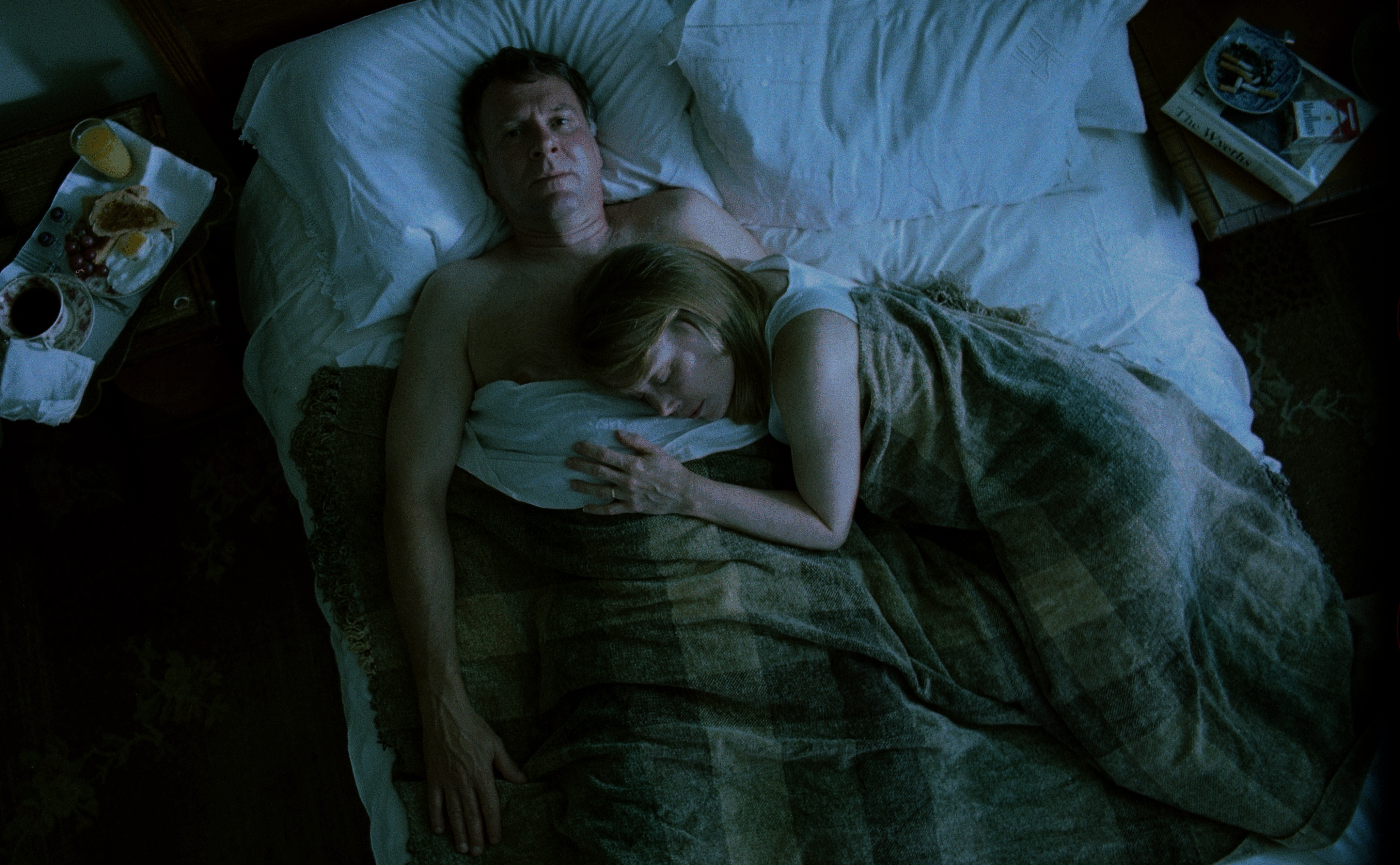
I protagonisti Sissy Spacek e Tom Wilkinson in una scena del film

La relazione tra Frank e Natalie è osteggiata anche dall'ex-marito della donna, Richard, un uomo violento e possessivo che arriva in un'occasione a picchiare Frank, che, nonostante le proteste dei genitori, decide di non sporgere denuncia. Un giorno, il giovane accorre a casa di Natalie dopo che questa è stata messa a soqquadro da Richard, che torna poco dopo, intenzionato ad entrare con la forza. Mentre Natalie mette al sicuro i figli al piano di sopra, Frank tenta di fermare Richard, che finisce per ucciderlo sparandogli in testa a bruciapelo. Arrestato, viene rilasciato su cauzione in attesa del processo, in cui si prospetta per lui una condanna mite per omicidio colposo: la testimonianza-chiave di Natalie è infatti inficiata dall'essersi inizialmente dichiarata testimone oculare dell'omicidio, anche se in realtà è arrivata sulla scena solo pochi secondi dopo il momento dello sparo.
La vita dei Fowler viene profondamente segnata dalla tragedia e, nel tentativo di elaborare il lutto in modi diversi (Ruth si chiude in sé stessa, mentre Matt cerca di andare avanti il più possibile come se nulla fosse), i due alimentano reciproche incomprensioni che esplodono un giorno in una furiosa lite in cui i coniugi si accusano a vicenda di aver causato la morte del figlio: Ruth recrimina al marito di essere stato troppo permissivo con Frank, mentre Matt l'accusa di averlo spinto tra le braccia di Natalie col suo atteggiamento.
In città, Ruth incrocia Richard: non potendo sopportare che l'assassino del figlio sia a piede libero, finisce per convincere il marito che la vendetta è l'unica soluzione possibile. Nottetempo, Matt va quindi da Richard e, minacciandolo con una pistola, lo costringe a fare le valigie e guidare fino alla baita del suo amico Willis, da cui–gli spiega–partirà per sempre da Camden allo scopo di fargli violare la libertà provvisoria e quindi veder aumentata la propria pena, oltre che evitare a Ruth incontri simili in futuro. Giunti sul posto, però, Matt uccide Richard a sangue freddo, seppellendolo nel bosco con l'aiuto di Willis. Tornato a casa, Matt ripensa a una foto di Natalie e Richard ancora felici che aveva visto nell'appartamento di quest'ultimo.

## Produzione

### Titolo
Il titolo, molto peculiare, si riferisce ad uno scomparto di una particolare trappola per aragoste (dettaglio ricorrente nel film) conosciuta come "camera da letto" ("bedroom" in inglese) e a come può contenere solo 2 aragoste prima che queste inizino a rivoltarsi l'una contro l'altra.

### Sviluppo
Firmandolo come sua opera prima da regista, Todd Field scrisse e diresse In the Bedroom nel 2000, un film basato sul racconto di Andre Dubus Killings.
Fra l'altro l'autore Dubus, assieme il regista maestro dell'horror Stanley Kubrick, furono tra i mentori di Field ma, purtroppo, entrambi morirono poco prima dell'inizio della produzione di In the Bedroom.

Il regista Todd Field sul set del film

Come raccontato da egli stesso nel 2022 in un'intervista per il New Yorker, Todd Field ha ricordato che quando il film venne acquisito dalla Miramax, era molto preoccupato che il suo film sarebbe stato ampiamente tagliato da Harvey Weinstein: così Field chiamò un suo caro amico, il celebre attore Tom Cruise, che al contrario gli consigliò di non opporre alcuna resistenza e permettere a Weinstein di rimontare il tutto, fino a quando le critiche negative non sarebbero arrivate, così da dimostrare a Weinstein quanto bene fosse stato accolto inizialmente al Sundance il film quando ancora non era stato rovinato da lui. Field seguì il consiglio di Cruise, che si rivelò un successo.

### Riprese
Il film è stato girato, tra giugno e luglio 2000, tra Camden, nel New Jersey, e Rockland, nel Maine, quest'ultima definita dal regista Field "una delle sue località preferite", dove egli risiede. Addirittura una tenuta, dove Todd Field, sua moglie (la costumista Serena Rathbun) e i loro quattro figli trascorrono gran parte dell'anno, è stata utilizzata anche come location per una scena.
Sua moglie Serena e la protagonista Sissy Spacek hanno realizzato personalmente parte delle scenografie.

## Distribuzione
In the Bedroom è stato presentato in anteprima al Sundance Film Festival, diventando il primo film presentato a tale festival candidato all'Oscar per il miglior film. A proposito della proiezione al Sundance, la rivista The Village Voice ha scritto:
"Il film d'esordio di Todd Field, In the Bedroom, è atterrato al Sundance lo scorso gennaio come proveniente da un altro universo. Si trattava di un singolare esempio di compostezza e dignità, così nettamente lontano da tutto ciò che il festival era arrivato a rappresentare fino a questo momento, che sembrava quasi annunciare, finalmente, una tanto attesa maturazione del cinema indipendente statunitense."
Il film è stato poi distribuito nelle sale cinematografiche statunitensi in maniera limitata il 23 novembre 2001, mentre in Italia, così come in tutta Europa, dal 15 marzo 2002.

## Accoglienza

### Incassi
Il film nel mondo ha incassato una buona cifra corrispondente a 44,8 milioni di dollari, partendo da un budget di circa $ 1,7 milioni, ed è diventato il secondo film di maggior incasso mai presentato al Festival nel decennio 2000-2010, secondo solo a Napoleon Dynamite del 2004.

## Riconoscimenti
- 2002 - Premio Oscar[10]
  - Candidatura per il miglior film
  - Candidatura per il miglior attore a Tom Wilkinson
  - Candidatura per la miglior attrice a Sissy Spacek
  - Candidatura per la miglior attrice non protagonista a Marisa Tomei
  - Candidatura per la migliore sceneggiatura non originale a Todd Field e Robert Festinger
- 2002 - Golden Globe[11]
  - Miglior attrice in un film drammatico a Sissy Spacek
  - Candidatura per il miglior film drammatico
  - Candidatura per la miglior attrice non protagonista a Marisa Tomei
- 2002 - Premio BAFTA[12]
  - Candidatura per il miglior attore protagonista a Tom Wilkinson
  - Candidatura per la miglior attrice protagonista a Sissy Spacek
- 2002 - Independent Spirit Award
  - Miglior film d'esordio
  - Miglior attore protagonista a Tom Wilkinson
  - Miglior attrice protagonista a Sissy Spacek
  - Candidatura per la migliore sceneggiatura a Todd Field e Robert Festinger
- 2002 - Critics' Choice Award
  - Miglior attrice a Sissy Spacek
  - Candidatura per il miglior film
  - Candidatura per la miglior attrice non protagonista a Marisa Tomei
- 2002 - Chicago Film Critics Association
  - Candidatura per il miglior film
  - Candidatura per il miglior attore a Tom Wilkinson
  - Candidatura per la miglior attrice a Sissy Spacek
  - Candidatura per la miglior attrice non protagonista a Marisa Tomei
- 2001 - Los Angeles Film Critics Association[13]
  - Miglior film a Todd Field
  - Miglior attrice a Sissy Spacek
  - Candidatura per il miglior attore a Tom Wilkinson
- 2001 - National Board of Review Award
  - Miglior regia a Todd Field
  - Miglior sceneggiatura a Todd Field e Robert Festinger
- 2001 - New York Film Critics Circle
  - Miglior film d'esordio a Todd Field
  - Miglior attore protagonista a Tom Wilkinson
  - Miglior attrice protagonista a Sissy Spacek
- 2001 - Satellite Award[14]
  - Miglior film drammatico a Todd Field
  - Miglior attrice in un film drammatico a Sissy Spacek
  - Miglior sceneggiatura non originale a Todd Field e Robert Festinger
  - Candidatura per la miglior attrice non protagonista a Marisa Tomei
- 2002 - Screen Actors Guild Award[15]
  - Candidatura per il miglior attore cinematografico a Tom Wilkinson
  - Candidatura per la miglior attrice cinematografica a Sissy Spacek
  - Candidatura per il miglior cast cinematografico